# Leitneriaceae
Leitneriaceae é uma família de plantas dicitiledóneas. É a única família dentro da ordem das Leitneriales, segundo o sistema de Cronquist (1981).
É composta por uma única espécie, Leitneria floridana, pequenas árvores resinosas, de folhas caducas, originárias do sudeste dos Estados Unidos da América.
Segundo o sistema APG II, esta família e esta ordem não existem. Leitneria  floridana é colocada dentro da família Simaroubaceae.

### Leitneriales
- «Leitneriales» (em inglês). ITIS (www.itis.gov)

### Leitneriaceae
- (em inglês)  Leitneriaceae  em Flora of North America
- (em inglês)  Leitneriaceae  em Flora of Missouri
- (em inglês) Leitneriaceae  em L. Watson and M.J. Dallwitz (1992 onwards). The families of flowering plants: descriptions, illustrations, identification, and information retrieval. Sur http://delta-intkey.com
- «Leitneriaceae» (em inglês). ITIS (www.itis.gov)
- GRIN : família Leitneriaceae  Benth. et Hook. f.  (em inglês)